# بسام جاموس
بسام جاموس هو عالم آثار سوري والمدير العام للمديرية العامة للآثار والمتاحف في دمشق، سوريا. تم تعيينه في هذا المنصب منذ 2005 م. ولد في قرية بسنادا عام 1958م، ودرس في مدارس القرية، وفي عام 1976م حصل على الشهادة الثانوية العامة الفرع الأدبي، ثم انتقل إلى مدينة دمشق وسجل في قسم التاريخ، ثم سجل دبلوم التأهيل التربوي.